# Louis Barbillion
Louis Barbillion, né à Compiègne le 11 mai 1873 et décédé le 27 mars 1945 , est professeur de la faculté des sciences de Grenoble et directeur de l'Institut polytechnique de Grenoble. Il a été décoré de la Croix de guerre et promu officier de la Légion d'honneur[Quand ?].
Licencié ès sciences à la Sorbonne, il est admis à l’École supérieure d’électricité (Promo 1897) puis travaille quelques années pour la Compagnie générale des omnibus qui préparait alors l'électrification de plusieurs de ses lignes. Simultanément, il prépare une thèse de doctorat dans le laboratoire de Gabriel Lippmann, consacrée au modèle de Drude des diélectriques. Il entre comme maître de conférences à l'Institut Électrotechnique de Grenoble en juin 1901, poste nouvellement créé. À la fin de l'année 1928, il sollicite un congé de 6 mois, puis en avril 1929, il résigne définitivement ses fonctions de directeur de l'Institut Polytechnique de l'Université de Grenoble, à la suite d'une sombre affaire de divulgation des sujets d’examen à laquelle l'un des professeurs de l'Institut aurait été mêlé.
En hommage, une rue de Grenoble porte son nom, mais orthographiée Barbillon et deux des bâtiments de la Cité universitaire du Rabot portent également son nom (Vieux Barbillion et Barbillion). Sa ville natale, Compiègne, le consacre d'une avenue.
Louis Barbillion est inhumé au cimetière Saint-Roch de Grenoble.

## Ses œuvres
- Traité pratique de traction électrique, avec G. J. Griffisch, E. Bernard, 1904
- Leçons d'électricité industrielle (courants continus) professées à l'Institut électrotechnique de Grenoble, Allier frères, 1905, 464 p.
- Cours municipal d'électricité industrielle, Tome1, Courants continus, 1907,  E. Bernard (Paris), Texte en ligne disponible sur LillOnum
- Cours municipal d'électricité industrielle, Tome 2, Courants continus, deuxième fascicule, transformateurs, moteurs asynchrones, couplage et compoundage des alternateurs compléments, 1911,  L. Geisler (Paris), Texte en ligne disponible sur LillOnum
- Les compteurs électriques à courants continus et à courants alternatifs, avec G. Ferroux, Gauthier-Villars, 1910, 226 p.
- Les machines électriques alternatives à collecteur: Commutatrices, moteurs à répulsion, moteurs série compensés, moteurs mixtes, Encyclopédie électrotechnique, vol. 35, L. Geisler, 1910, 148 p.
- Régulations des groupes électrogènes, Encyclopédie électrotechnique, vol. 38, L. Geisler, 1910, 148 p.
- Machines dynamo-électriques à courant continu: théorie, enroulement et construction, L. Geisler, 1912, 145 p.
- Production et emploi des courants alternatifs, Gauthier-Villars, 1912, 99 p.
- Dynamos à courant continu, Encyclopédie électrotechnique, vol. 14, L. Geisler, 1912, 90 p.
- Traction électrique, Encyclopédie électrotechnique, vol. 49, L. Geisler, 1912,
- Appareillage d'interruption, Encyclopédie électrotechnique, vol. 29, L. Geisler, 1913, 141 p.
- Étude du régime troublé correspondant à l'établissement d'un courant alternatif ou continu dans un circuit simple, H. Dunod et E. Pinat, 1913, 55 p.
- Transformation des courants, L. Geisler, 1913, 107 p.
- La Protection des réseaux et des installations électriques contre les surtensions, avec G. Capart, Dunod & Pinat, 1914, 195 p.
- Leçons sur le fonctionnement des groupes électrogènes en régime troublé: Perturbations, régulation, asservissement, compensation, Gauthier-Villars, 1915, 306 p.
- Les groupes électrogènes et leurs régulateurs, collection Bibliothèque de l'ingénieur-mécanicien, Albin Michel, 1916, 109 p.
- Étude simplifiée des profils à donner aux cames d'asservissement dans les régulateurs indirects à servo-moteurs, Annales de l'Université de Grenoble, vol.28, 1916, 27 p.
- Mesures électriques, 2 tomes, avec L. Jolland & A. Lafont, collection Bibliothèque de l'ingénieur électricien, Albin Michel, 1918
  - Tome 1: Unités ; mesures de résistance, d'intensité, de forces électromotrices et de différences de potentiel ; mesures de puissance ; mesures de températures, 205 p.
  - Tome 2 : Mesures de capacité, de flux, de perméabilités, etc., 221 p
- Les Alternateurs industriels, avec H. Antoine, collection Bibliothèque de l'ingénieur-électricien, Albin Michel, 1919, 208 p.
- L'utilisation de la houille blanche et la réduction de notre importation houillère, Association française pour l'avancement des sciences, non daté (vers 1919), 44 p.
- Éclairage électrique: Lampes à incandescence, lampes à arc, lampes spéciales. Comparaison de l'éclairage électrique avec les autres modes d'éclairage. Photométrie, Albin Michel, 1920, 150 p.
- Essais de machines et d'appareils électriques, avec L. Jolland & A. Lafont, Albin Michel, 1920, 470 p.
- Construction des alternateurs: anciens types, types modernes, types spéciaux, avec P. Bergeon, Albin Michel, 1921, 207 p.
- Moteurs synchrones et convertisseurs rotatifs, collection Bibliothèque de l'ingénieur électricien, Albin Michel, 1921, 254 p.
- Lignes électriques souterraines, avec A. Coignard, collection Bibliothèque de l'ingénieur électricien, Albin Michel, 1921, 187 p.
- Machines dynamos spéciales et groupes électrogènes spéciaux : commutation dans les machines dynamos, machines dynamos à grande vitesse, machines à haute tension, machines à forte intensité, machines homopolaires, moteurs des dynamos à grande vitesse, turbines à vapeur, Albin Michel, 1922, 190 p.
- Transformateurs statiques de courants alternatifs, Albin Michel, collection Bibliothèque de l'ingénieur électricien, 1922, 163 p.
- Généralités sur l'emploi des courants alternatifs, collection Bibliothèque de l'ingénieur-électricien, Albin Michel, 1922, 168 p.
- Moteurs asynchrones d'induction, collection Bibliothèque de l'ingénieur électricien, Albin Michel, 1922, 250 p.
- De l'emploi rationnel de l'énergie électrique dans l'industrie nationale et spécialement dans l'industrie dauphinoise, allocution prononcée le 13 février 1922, Allier père & fils, 1923, 12p.
- Traité de télégraphie sans fil, avec L. Robert, Albin Michel, 1924
- Équation caractéristique de fonctionnement au cours d'une perturbation d'un groupe électrogène pourvu d'un régulateur a pression d'huile, Publications de l'Institut Polytechnique de l'Université de Grenoble, Allier père et fils, 1924, 20 p.
- Couplage des alternateurs, collection Bibliothèque de l'ingénieur électricien-mécanicien, Albin Michel, 1925, 206 p.
- La traction électrique par courants alternatifs: L'électrification des chemins de fer, collection Bibliothèque de l'ingénieur électricien-mécanicien, Albin Michel, 1925, 356 p.
- Les Alternateurs industriels, Albin Michel, 1926, 278 p.
- Modes spéciaux de traction électrique par courant continu : Tendances modernes : Traction par accumulateurs, électrobus, traction thermo-électrique, Albin Michel, 1927, 127 p.
- Tendances actuelles en matière de régulation des turbines hydrauliques, Publications de la Chaire d'électrotechnique et de physique industrielle de la Faculté des sciences de Grenoble, imprimerie Chaix, 1929, 30 p.
- Le Problème de la régulation des groupes électrogènes au cours d'une perturbation, Publications de la Chaire d'électrotechnique et de physique industrielle de la Faculté des sciences de Grenoble, 1930
- Étude analytique du fonctionnement des groupes électrogènes et stations centrales en parallèle au cours d'une perturbation et lors des changements de régime, Publications de la Chaire d'électrotechnique et de physique industrielle de la Faculté des sciences de Grenoble, 1930
- Quelques vues sur la récupération en matière de traction électrique, Publications de la Chaire d'électrotechnique et de physique industrielle de la Faculté des sciences de Grenoble, 1931, 11 p.
- Sur la régulation directe et les difficultés qu'entraîne son étude : Exposé de quelques nouvelles méthodes approchée, Publications de la Chaire d’Électrotechnique et de Physique industrielle de Grenoble, no 27, 1931, 16 p.
- Réglage électrique et mécanique des stations centrales productrices d’énergie, Mémorial des sciences physiques, no 17, Gauthier-Villars, 1931, 66 p.
- Utilisation des forces hydroélectriques: Étude générale des installations électriques, Léon Eyrolles, 1935, 682 p.
- Physique de l'ingénieur, 2 tomes, Firmin-Didot, 1937, 259 p.
- Sur la pratique des interconnexions des réseaux d'énergie électrique, Institut Roumain de l'Énergie, 1939, 21 p.
- La diffusion de l'énergie électrique par l'interconnexion des usines génératrices et des réseaux de transport, Paillet, 1942, 32 p.

et aussi
- Situation de l'Institut électrotechnique au 1er mai 1909: Rapport présenté à la Société pour le développement de l'enseignement technique près l'Université de Grenoble, 1909
- Situation de l'Institut Électrotechnique et de ses annexes au 15 février 1910 : Présenté à la Société pour le développement de l'enseignement technique près l'Université de Grenoble, 1910
- L'École française de papeterie de Grenoble, Allier, 1910, 12 p.
- L'annexe Diderot de l'Institut électrotechnique de Grenoble, 1911, Annales de Université de Grenoble, vol.23, 7 p.
- L'enseignement technique en France et la formation du personnel et des cadres de l'industrie nationale, Cahiers bleus : cahiers du Parti républicain syndicaliste, vol.80, librairie Valois, 1930, 29 p.
- Brève histoire de quelques activités humaines, Publications de la chaire d'Électrotechnique et de physique industrielle de la Faculté des Sciences de Grenoble, no 107, 1938, 31 p.
- Sur le développement du sentiment national en France d'Alésia à Bouvines, imprimerie M. Paillet, 1939, 55p.
- Soldats d'autrefois: quelques mots d'histoire sur l'armée française, M. Paillet, 1940, 127 p.